# Élections des gouverneurs américains de 2012
Les élections des gouverneurs américains de 2012 ont eu lieu le 6 novembre 2012 dans onze États (sept détenus par des démocrates et quatre par des républicains) et deux territoires des États-Unis. La Caroline du Nord est le seul État à changer de parti, des démocrates vers les républicains.
Le 5 juin, un référendum révocatoire (recall election) conduit à la réélection du gouverneur du Wisconsin, le républicain Scott Walker.

## Situation par État
| État                 | Gouverneur sortant | Gouverneur sortant | Résultats | Résultats |
| -------------------- | ------------------ | ------------------ | --------- | --- |
| Delaware             |                    | Jack Markell       |           | - Jack Markell (D) : 69,3 % - Jeff Cragg (R) : 28,6 % - Mark Perri (G) : 1,2 % - Jesse McVay (L) : 0,9 %          |
| Caroline du Nord     |                    | Beverly Perdue     |           | - Pat McCrory (R) : 54,7 % - Walter Dalton (D) : 43,2 % - Barbara Howe (L) : 2,1 %                                |
| Dakota du Nord       |                    | Jack Dalrymple     |           | - Jack Dalrymple (R) : 63,1 % - Ryan Taylor (D) : 34,3 % - Paul Sorum (I) : 1,7 %                                 |
| Indiana              |                    | Mitch Daniels      |           | - Mike Pence (R) : 49,5 % - John Gregg (D) : 46,6 % - Rupert Boneham (L) : 3,9 %.                                 |
| Missouri             |                    | Jay Nixon          |           | - Jay Nixon (D) : 54,7 % - Dave Spence (R) : 42,6 % - Jim Higgins (L) : 2,7 %                                     |
| Montana              |                    | Brian Schweitzer   |           | - Steve Bullock (D) : 48,9 % - Rick Hill (R) : 47,3 % - Ron Vandevender (L) : 3,8 %                               |
| New Hampshire        |                    | John Lynch         |           | - Maggie Hassan (D) : 54,6 % - Ovide Lamontagne (R) : 42,4 % - John Babiarz (L) : 2,8 %                           |
| Porto Rico           |                    | Luis Fortuño       |           | - Alejandro García Padilla (PDP/D) : 47,7 % - Luis Fortuño (NPP/R) : 47,1 % - Juan Dalmau Ramírez (PIP) : 2,5 %   |
| Samoa américaines    |                    | Togiola Tulafono   |           | Deuxième tour : - Lolo Matalasi Moliga (I) : 52,9 % - Faoa Aitofele Sunia (D) : 47,1 % - John Babiarz (L) : 2,8 % |
| Utah                 |                    | Gary Herbert       |           | - Gary Herbert (R) : 68,4 % - Peter Cooke (D) : 27,8 % - Ken Larsen (L) : 2,2 %                                   |
| Vermont              |                    | Peter Shumlin      |           | - Peter Shumlin (D) : 57,8 % - Randy Brock (R) : 37,6 % - Emily Peyton (I) : 2 %                                  |
| Virginie-Occidentale |                    | Earl Ray Tomblin   |           | - Earl Ray Tomblin (D) : 50,5 % - Bill Maloney (R) : 45,7 % - Jesse Johnson (M) : 2,5 %                           |
| Washington           |                    | Christine Gregoire |           | - Jay Inslee (D) : 51,5 % - Rob McKenna (R) : 48,5 %                                                              |
| Wisconsin            |                    | Scott Walker       |           | - Scott Walker (R) : 53,1 % - Tom Barrett (D) : 46,3 % - Hariprasad Trivedi (I) : 0,6 %                           |